# Adolphe Tonduz
Adolphe Tonduz (Pully, 1862 - Ciudad de Guatemala, 1921) fue un botánico fitopatólogo suizo que exploró y recolectó plantas en Guatemala y en Costa Rica. Fue el iniciador de la botánica científica en Costa Rica y el primer director del Herbario Nacional de Costa Rica, que había sido fundado en 1887. Junto a Henri Pittier publicó Primitae Florae Costaricensis y Herborisations au Costa Rica.
Tonduz conservaba uno o dos especímenes en el Museo Nacional, y el resto iba al Real Jardín Botánico de Bruselas, donde, en ese entonces, su director era Théophile Durand, amigo y colaborador de Pittier en Suiza. 
También fue fitopatólogo pues investigó enfermedades del café y de otros cultivos.

## Otras publicaciones
- 1895. Exploraciones botánicas en Talamanca. Instituto Físico-Geográfico
- 1895. Herborisations au Costa-Rica / en: Bulletin de l'Herbier Boissier, T. 3, N.º 1, pp. 1 sq

## Honores y epónimos

### Especies nombradas luego de Tonduz
Esas especies fueron descriptas de especímenes colectados por Tonduz y eran desconocidas para la ciencia a ese tiempo. Son más de 220, entre ellas:
- Acronia tonduzii (Schltr.) Luer 2005
- Anthurium tonduzii  Engl. 1898
- Aphelandra tonduzii Leonard in Standl. 1938
- Calyptranthes tonduzii Donn.Sm. 1897
- Cedrela tonduzii C.DC. 1905
- Quercus tonduzii Seem. 1904
- Weberocereus tonduzii (F.A.C.Weber) G.D.Rowley 1982

- La abreviatura «Tonduz» se emplea para indicar a Adolphe Tonduz como autoridad en la descripción y clasificación científica de los vegetales.[1]